# Spongiaxius odontorhynchus
Spongiaxius odontorhynchus är en kräftdjursart som först beskrevs av De Man 1905.  Spongiaxius odontorhynchus ingår i släktet Spongiaxius och familjen Axiidae. Inga underarter finns listade i Catalogue of Life.